# Woodlands (Nouvelle-Zélande)
Woodlands est une localité de la région du Southland, située dans l’île du Sud de la Nouvelle-Zélande.

## Situation
Elle est située sur les berges de la rivière Waihopai, au nord-est de la ville d’Invercargill entre les villes de Dacre et celle de Longbush. D’autres localités proches sont Rakahouka au nord-ouest, Rimu et le lagon de Waituna au sud.

## Démographie
La population de Woodland, lors du recensement de 2001 était de 279 habitants, comprenant 144 hommes et 135 femmes. Ceci représentait un déclin de 6,1 % ou 18 personnes depuis celui de 1996.

## Transport
La ville est localisée sur le trajet de la State Highway 1/S H 1 et sur la portion dite ligne principale de l'Île du Sud (en) de la ligne principale de l'île du sud (en). Le chemin de fer assure seulement le transport du fret depuis la fermeture du train de passager express nommé le Southener (en) le 10 février 2002. 
Durant la construction de la Main South Line, Woodlands fut brièvement un terminus du chemin de fer. 
La première section de la ligne en sortant de la cité d’Invercargill fut ouverte vers Woodlands le 11 février 1874. Le 7 juin 1875, la section suivante au delà de Woodlands fut ouverte vers la ville de Mataura via celle d’Edendale.

## Mémorial de la Guerre
Un certain nombre d'habitants de Woodlands se sont battus outremer lors de la Première Guerre mondiale. Un mémorial en hommage à ceux qui sont morts se dresse dans la ville.